# Hassan Ouboukar
Hassan Ouboukar, dit Abou, est un footballeur français, d'origine marocaine.
Il est né le 15 août 1986 à Puteaux (Hauts-de-Seine - France).
Formé au RC Paris et généralement utilisé en attaque (meilleur buteur du championnat national -17 ans), c’est en tant que milieu de terrain qu’il se fait remarquer. Il passe par divers clubs d'Île-de-France et l'Italie ou il effectue des essais et même un stage de début de saison avec la genoa.
Très vite, il s’exile à l’étranger et signe son premier contrat professionnel à 19 ans en 3e division à Keratsini (Grèce), où il fait très bonne impression.
La saison suivante, il s’engage en deuxième division avec PAE Kalamata (Grèce), où il devient à tout juste 20 ans un élément indispensable à son équipe.
Malgré la prolongation de contrat proposée par PAE Kalamata, il décide de s’envoler aux Émirats arabes unis pour le club d’Al Nasr Dubaï, en 1re division, où il retrouvera son poste d’attaquant.
Il ne joue plus depuis l'été 2010.
On l'a vu sur des matchs de football en salle en région parisienne.

## Carrière
| Saison    | Club              | Pays                |
| --------- | ----------------- | ------------------- |
| 2009-     | Al dhaid sharjah  | Émirats arabes unis |
| 2008-2009 | Al Nasr Dubaï     | Émirats arabes unis |
| 2007-2008 | Al Nasr Dubaï     | Émirats arabes unis |
| 2006-2007 | PAE Kalamata      | Grèce               |
| 2005-2006 | Keratsini Pireaus | Grèce               |
| 2004-2005 | genoa             | Italie              |
| 2000-2004 | RC Paris          | France              |

## Sélections
- International -20 ans avec  Maroc
  - 10 sélections, 1 but